# Церник (Чавле)
45°20′ пн. ш. 14°30′ сх. д. / 45.34° пн. ш. 14.50° сх. д.
Церник (хорв. Cernik) — населений пункт у Хорватії, в Приморсько-Горанській жупанії у складі громади Чавле.

## Населення
Населення за даними перепису 2011 року становило 1397 осіб.
Динаміка чисельності населення поселення:

## Клімат
Середня річна температура становить 12,07 °C, середня максимальна – 25,56 °C, а середня мінімальна – -1,33 °C. Середня річна кількість опадів – 1452 мм.
| Клімат поселення                              | Клімат поселення | Клімат поселення | Клімат поселення | Клімат поселення | Клімат поселення | Клімат поселення | Клімат поселення | Клімат поселення | Клімат поселення | Клімат поселення | Клімат поселення | Клімат поселення | Клімат поселення |
| Показник                                      | Січ.             | Лют.             | Бер.             | Квіт.            | Трав.            | Черв.            | Лип.             | Серп.            | Вер.             | Жовт.            | Лист.            | Груд.            |                  |
| Середній максимум, °C                         | 8,58             | 9,15             | 11,62            | 15,69            | 20,51            | 24,61            | 25,56            | 24,94            | 20,26            | 16,00            | 10,91            | 8,26             |                  |
| Середня температура, °C                       | 3,63             | 4,19             | 6,66             | 10,75            | 15,56            | 19,65            | 21,96            | 21,34            | 16,68            | 12,41            | 7,33             | 4,69             |                  |
| Середній мінімум, °C                          | −1,33            | −0,77            | 1,72             | 5,80             | 10,61            | 14,69            | 18,38            | 17,75            | 13,10            | 8,83             | 3,74             | 1,10             |                  |
| Норма опадів, мм                              | 111              | 94               | 105              | 109              | 98               | 118              | 78               | 102              | 140              | 175              | 178              | 144              |                  |
| Середньомісячна швидкість вітру, м/с          | 2.85             | 3.02             | 3.06             | 2.90             | 2.63             | 2.52             | 2.47             | 2.52             | 2.60             | 2.86             | 3.10             | 3.09             |                  |
| Середньомісячна сонячна радіація, кДж/м²·день | 4395             | 7196             | 10404            | 14845            | 18910            | 20531            | 21889            | 18604            | 13714            | 8912             | 4780             | 3664             |                  |
| --------------------------------------------- | ---------------- | ---------------- | ---------------- | ---------------- | ---------------- | ---------------- | ---------------- | ---------------- | ---------------- | ---------------- | ---------------- | ---------------- | ---------------- |
| Джерело:                                      |                  |                  |                  |                  |                  |                  |                  |                  |                  |                  |                  |                  |                  |